# Interferòmetre de Mach-Zehnder

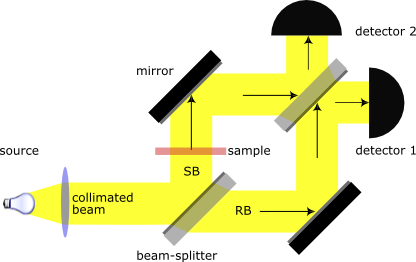
Interferòmetre de Mach–Zehnder.

L'interferòmetre de Mach-Zehnder és un dispositiu utilitzat per determinar el desfasament relatiu entre dos feixos provinents d'una font de llum  coherent. Consta de dos miralls i dos semimiralls, que deixen passar una part del feix i en reflecteixen l'altra. L'interferòmetre s'empra, entre altres coses, per mesurar el desfasament en un dels raigs en travessar una mostra. L'aparell porta el nom del físic Ludwig Mach (fill d'Ernst Mach) i Ludwig Zehnder.
L'interferòmetre de Michelson és un interferòmetre de Mach-Zehnder plegat sobre si mateixa. La principal diferència és que en l'interferòmetre de Michelson el divisor del feix s'usa també per recombinar els feixos.

## Funcionament
El feix de llum provinent de la font se separa en dos feixos que recorren camins diferents i després es recombinen de nou, cosa que els permet interferir entre ells. Es pot observar així possibles desfasaments causats per exemple, per una mostra col·locada en un dels recorreguts. En cas que no hi hagi cap desfasament, en una sortida es produirà una interferència destructiva i en l'altra constructiva. La interferència es produirà fins i tot quan el feix es redueixi a un sol fóto. Així doncs, s'utilitza en diversos experiments de la mecànica quàntica donada la seva capacitat per destacar la dualitat ona-partícula dels fotons de manera més clara que en l'experiment de les escletxes de Young. El fotó roman en la seva forma ondular al llarg del dispositiu i interfereix amb si mateix, cosa que fa que només s'activi un canal de sortida. Tanmateix, si es realitza una mesura del fotó, la funció d'ona col·lapsa i la interferència no es produeix, així doncs el fotó pot activar qualsevol de les dues sortides.